# Dora Söderberg

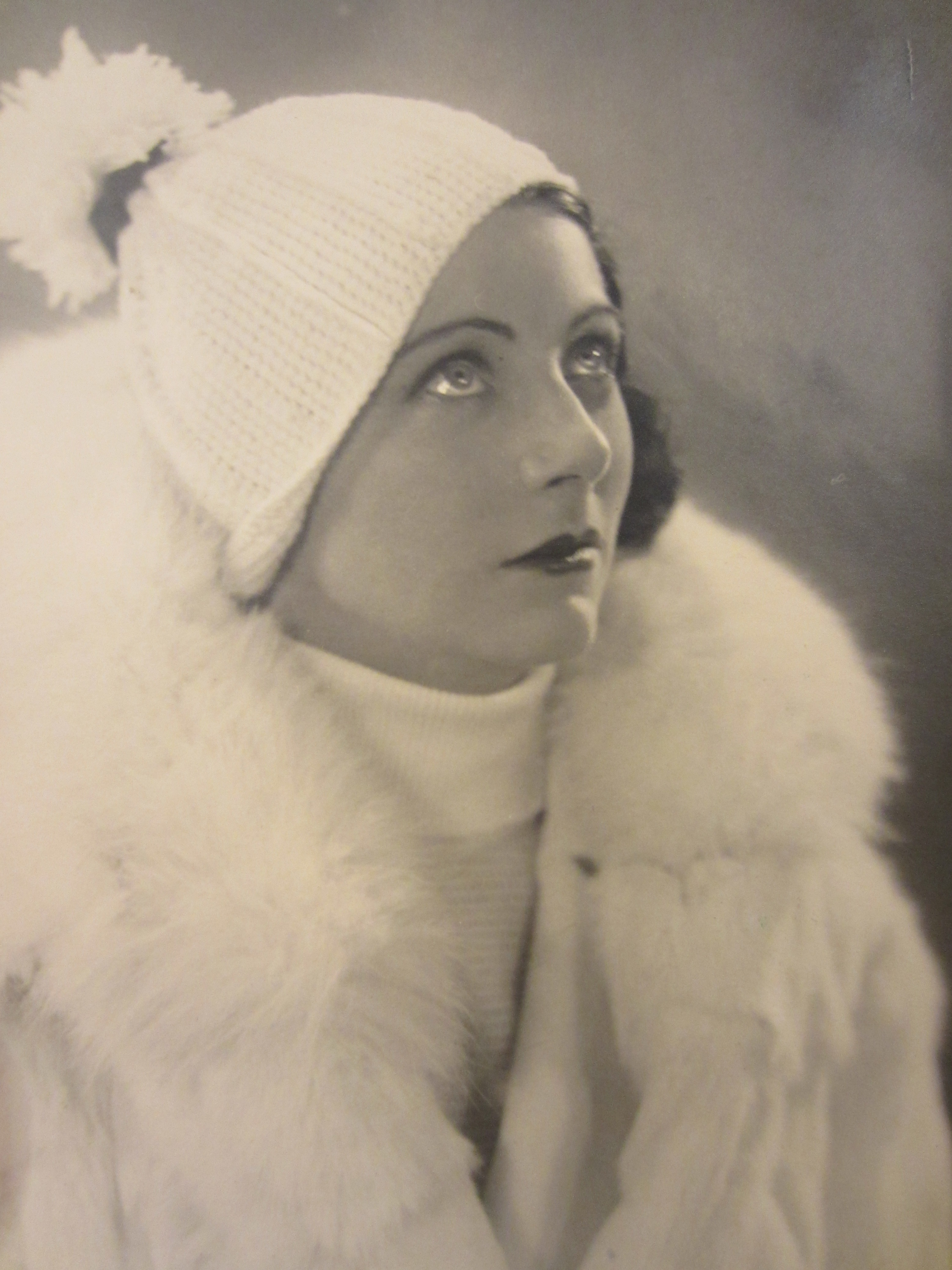
Dora Söderberg.

Dora Söderberg (Stockholm, 10 november 1899 - aldaar, 9 november 1990) was een Zweedse actrice.
Söderberg was een dochter van schrijver Hjalmar Söderberg. Ze was getrouwd met filmregisseur en acteur Rune Carlsten.

## Filmografie
- 1933 – Kära släkten
- 1933 – Tystnadens hus
- 1934 – Karl Fredrik regerar
- 1935 – Valborgsmässoafton
- 1945 – Barnen från Frostmofjället
- 1948 – Lars Hård
- 1956 – Moln över Hellesta
- 1958 – Mannekäng i rött
- 1958 – Körkarlen
- 1963 – Prins Hatt under jorden
- 1964 – Att älska
- 1967 – Jag är nyfiken gul
- 1975 – Släpp fångarne loss, det är vår!
- 1976 – Långt borta och nära
- 1978 – En och en
- 1983 – P&B
- 1987 – Jim och piraterna Blom